# ベルリン-レールテ線
ベルリン-レールテ線 （ベルリン-レールテせん、ドイツ語: Bahnstrecke Berlin–Lehrte）とは、ドイツ連邦共和国の首都ベルリンのベルリン中央駅からブランデンブルク州、ザクセン＝アンハルト州を経てニーダーザクセン州レールテのレールテ駅に至る全長239.3kmのドイツ鉄道の路線である。レールテから先はハノーファー-ブラウンシュヴァイク線に直通する。

## 概要
マクデブルク-ハルバーシュタット鉄道が開業させ、1886年7月1日に国有化された。ベルリン側のターミナル駅であった旧レールテ駅（現ベルリン中央駅）は1958年に休止された。
ベルリン中央駅から西に進み、ベルリン西部のシュパンダウに向かう。シュパンダウから先はラーテノウ、ステンダル、エービスフェルデ、ヴォルフスブルク、ギフォルンを経てレールテに至る。レールテから先はハノーファー-ブラウンシュヴァイク線に乗り入れてハノーファーに向かう。
ハノーファー - エービスフェルデ間はハノーファー-ベルリン高速線の一部を構成し、最高速度は200km/hである。エービスフェルデ - ベルリン間は高速線が平行している区間である。ベルリン近郊のヴスターマルク駅からヴォルフスブルク近郊のフォルスフェルデ駅にかけての区間は非電化である。そのため、長距離旅客列車は高速線を経由する。

## 歴史
1867年にマクデブルク-ハルバーシュタット鉄道が当線およびステンダルからザルツヴェーデル経由でエルツェンに至る支線の敷設権を取得した。ベルリンからハノーファーを経由してライン川流域までを（従来のポツダム、マクデブルク、ブラウンシュヴァイクを経由する路線より）短距離で結ぶ路線となった。1870年3月15日にはステンダル - ザルツヴェーデル間、1871年2月1日にはガルデレーゲン - ステンダル - シュパンダウ間、同年7月15日にはシュパンダウ -ベルリン間、11月1日にはレールテ - ガルデレーゲン間が開業した。

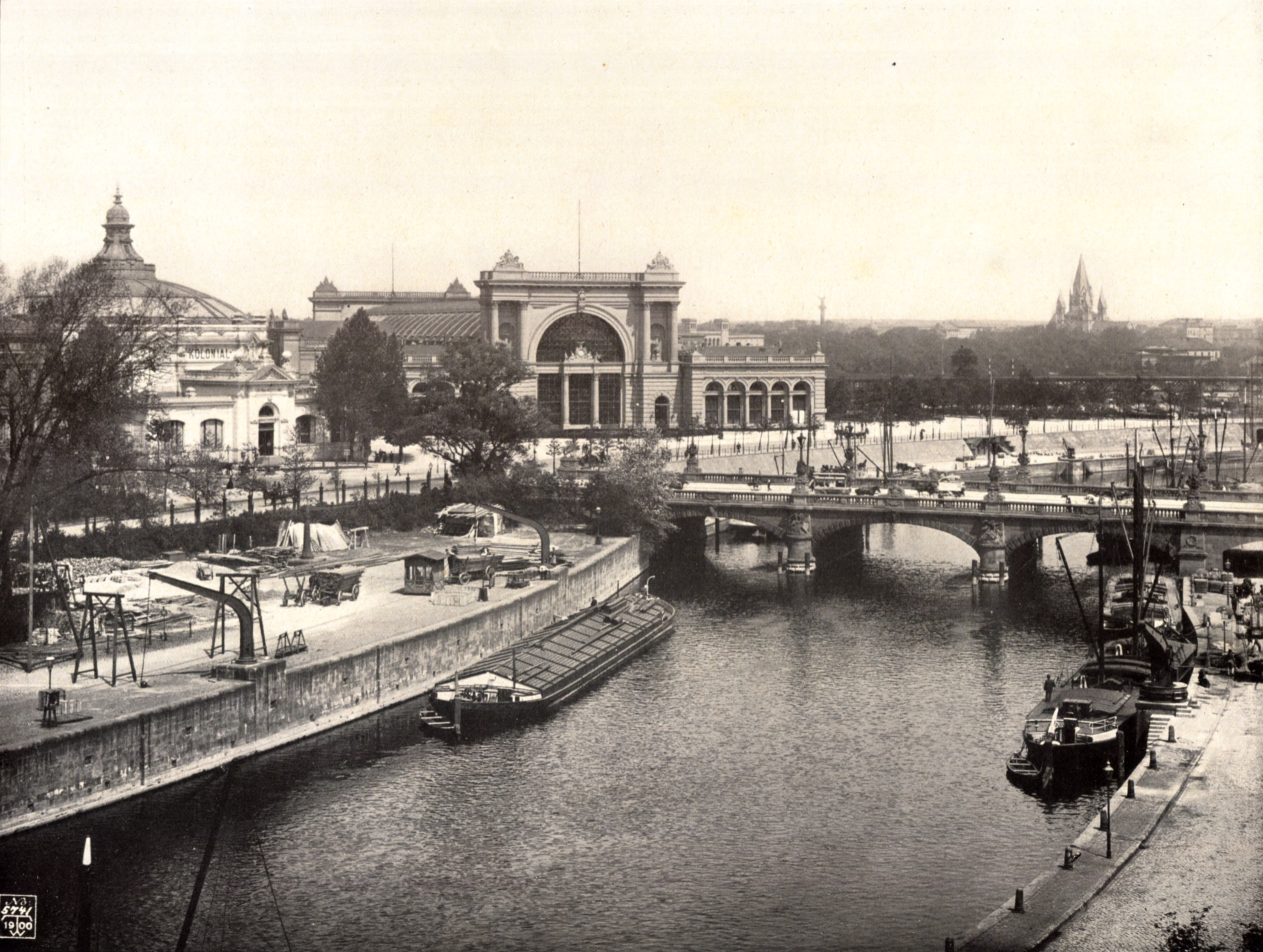
1900年当時のレールテ駅

1879年にはプロイセン政府によって国有化され、プロイセン邦有鉄道の一路線となった。 ヴスターマルク - ナウエン間を結ぶユーターボーク-ナウエン線の建設、シュパンダウ駅の改装およびヴスターマルク操車場の使用開始は第一次世界大戦前に行われ、ベルリン市内では貨客分離が実現した。
これらによってベルリンからハノーファー、ルール地方、ブレーメンへ向かう重要路線となった。しかしながら、第二次世界大戦後のドイツ分割に伴い、当線を経由する長距離旅客列車の大部分は運行が行われなくなった。ソ連占領区域では戦争賠償により線路の単線化や縮小が相次ぎ、所要時間も延長されるようになった。これらの影響もあり、1952年にはベルリン・レールテ駅の営業が中止された。
1976年には西ドイツ本土と西ベルリン間を結ぶトランジット列車が当線経由となり、ベルリン＝シュターケン駅には新たな入国審査施設が建設された。ドイツ再統一後の1991年にはベルリン - ハノーファー間の長距離旅客列車は当線経由に戻った。